# Nizam al-Moelk (Seltjoeken)

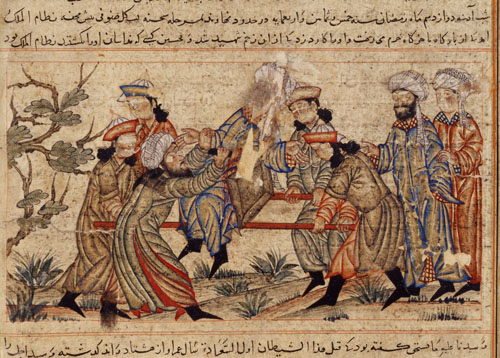
De moord op Nizam al-Moelk in de Jami' al-tawarikh van de Perzische historicus Rashid al-Din

Abu Ali Hassan iban Ali Toesi (Toes, Perzië, 10 april 1018 - Nahavand, Perzië, 14 oktober 1092), beter bekend onder zijn erenaam Nizam al-Moelk was een grootvizier onder de Seltsjoeken.
Nizam was de zoon van een belastingcollecteur uit Toes in Khorasan in Perzië. Hij kreeg een opleiding in rechten. In 1060 was hij de vizier van Alp Arslan in Khorasan en na de dood van Togrul in 1063 werd hij de grootvizier van het Seltsjoekenrijk.
Nizam was verreweg de belangrijkste persoon voor het opzetten van een staatsysteem voor de Seltsjoeken. De Seltsjoeken kwamen oorspronkelijk als nomadische stammen uit Centraal-Azië en hadden geen ervaring met een bestuurssysteem. Nizam werd hoofd van de 'Grote Divan', het gehele staatsapparaat van het rijk.
Door het rijk heen zette hij verschillende scholen op. De instituten voor hoger onderwijs gingen later in zijn eer Nizamiyya's heten en de lagere scholen gingen madrassa's heten.
Ook de religieuze politiek werd door Nizam aangepakt. De Seltsjoeken waren soennitisch, met een sjafi'itisch en hanafietisch karakter. Als Turks volk konden ze hun legitimiteit niet baseren op hun bloedband met Mohammed, waardoor de soenna en recht belangrijker werden dan het geloof zelf. De traditie van falsafa in de islam werd mede door zijn toedoen stopgezet. Op religieus-filosofisch gebied stond Nizam nauw met Ghazali. Ook met de dichter/wiskundige Omar Khayyám had al-Moelk contact.
In 1092 werd Nizam vermoord door een strijder van de rivaliserende sjiitische Assassijnen.
- Biblioteca Nacional de España: XX1676353
- Bibliothèque nationale de France: cb12016940t (data)
- CiNii: DA06469165
- Gemeinsame Normdatei: 118588222
- International Standard Name Identifier: 0000 0001 0857 1631
- Library of Congress Control Number: n85181862
- Bibliotheek van het Japanse parlement: 001216740
- Nationale Bibliotheek van Tsjechië: jo20000085706
- Nationale Bibliotheek van Israël: 987007274634705171
- Nationale Bibliotheek van Polen: a0000002878919
- Nederlandse Thesaurus van Auteursnamen: 073689807
- Système universitaire de documentation: 028306260
- TDVİA: nizamulmulk
- Virtual International Authority File: 46772622